# 輪島市立河井小学校
輪島市立河井小学校（わじましりつ かわいしょうがっこう）は石川県輪島市河井町にある公立小学校。

## 概要
伝統工芸品「輪島塗」を生み出した輪島市の中心地に建設され、歴史と伝統ある校風を築き上げ、今日まで受け継がれている。この間、文部省と厚生省の健康優良学校の特選表彰や、学校給食優良学校、学校安全優良学校など数多くの文部科学大臣表彰を受けている。
校舎は、昭和45年5月に完成した。ここ数年児童が増加傾向にあり、現在奥能登で1番大きい学校となっている。
本校では、卒業制作で「輪島塗大沈金パネル」を制作することが伝統となっており、現在まで40以上の作品が作られた。
児童は、「よく考え、やり遂げる子」「協力し、進んでやる子」「明るく、たくましい子」の3つの児童像をめざし、日々勉強や運動に励んでいる。

## 沿革
- 1875年7月 - 河東小学校創設[3]
- 1892年4月 - 河井小学校と改称[3]
- 1902年4月 - 高等科を併設し輪島女児尋常高等小学校となる[3]
- 1907年11月 - 校舎を新築して移転[3]
- 1926年6月 - 舳倉島分校を開設[3]
- 1927年5月 - 講堂兼体育館竣工落成[3]
- 1947年4月 - 輪島町全域を校区とし輪島小学校となる[3]
- 1955年4月 - 市制により輪島市立河井小学校となる[3]
- 1957年9月 - 校章制定[3]
- 1959年2月 - 校歌制定[3]
- 1969年6月 - 現校舎普通教室棟完成[3]
- 1970年5月 - 現校舎竣工落成[3]
- 1977年8月 - プール竣工落成[3]
- 1981年 - 輪島塗沈金パネル卒業制作開始[3]
- 1991年4月 - 現体育館竣工落成[3]
- 1991年7月 - 校舎大規模改造第1期工事[3]
- 1992年7月 - 校舎大規模改造第2期工事[3]
- 1997年4月 - 舳倉島分校が鳳至小学校舳倉島分校となる[3]
- 1999年4月 - 特殊学級の開設[3]
- 2007年3月 - 能登半島地震で被災[3]
- 2012年4月 - 大規模改造・耐震補強第1期工事[3]
- 2013年4月 - 大規模改造・耐震補強第2期工事。西保地区が新たな通学区域となる。[3]
- 2014年11月 - 「いしかわ学びの指針12か条」推進指定校事業研究発表会（石川県教育委員会指定）[3]
- 2024年
  - 1月1日 - 夕方に発生した能登半島地震の揺れで建物が沈下、壁や天井が崩落するなどの被害を受ける[4]。
  - 2月6日 - 本校を含む市内7小中学校で、輪島高等学校を受け入れ先とする形で、授業再開[5]。

## 通学区域
河井町、マリンタウン、二ツ屋町、宅田町、杉平町深見田・鬼田・矢田・下山

## 進学先中学校
卒業生は基本的に輪島中学校へ進学する。

## アクセス
- 道の駅輪島より車で2分。徒歩で5分。
- E41 能越自動車道のと里山空港ICより車で19分。

## 周辺
- 石川県立輪島高等学校
- ファミリーマート 輪島中央店
- 北國銀行 輪島支店
- 輪島市役所
- 道の駅輪島
- ショッピングセンター ファミイ
- クスリのアオキ 輪島店
- ファッションセンターしまむら輪島店
- ワイプラザ輪島
- 市立輪島病院
- 輪島塗会館
- ゲンキー河井店